# Karl-Marx-Grab

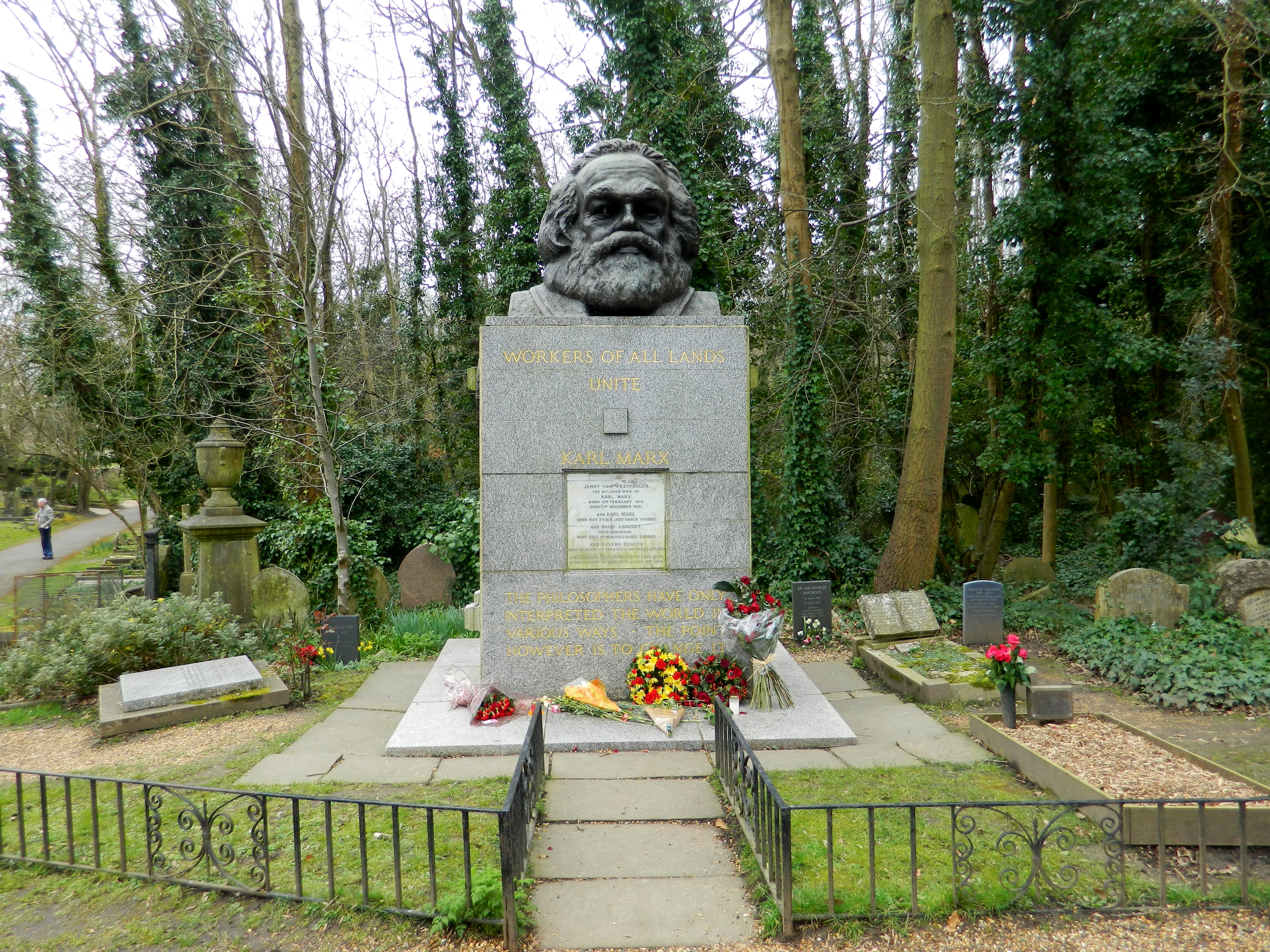
Karl-Marx-Grab. Aufnahme aus dem Jahr 2016

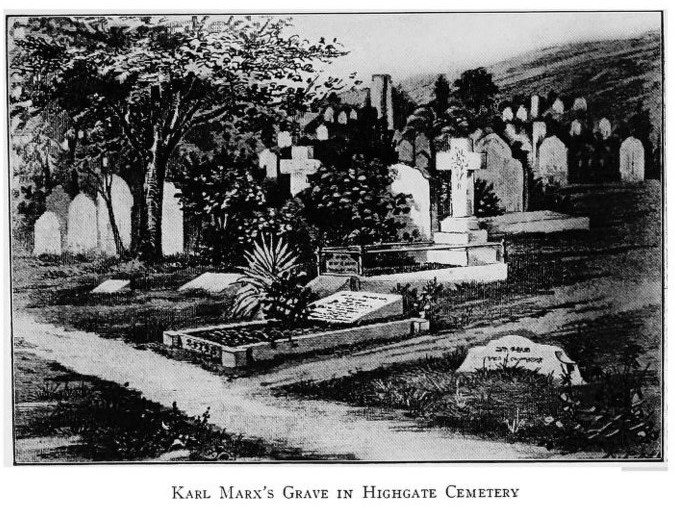
Das ursprüngliche Grab der Familie Marx (1881 bis 1954). Nach einer Fotografie von Karl Pinkau (1896).

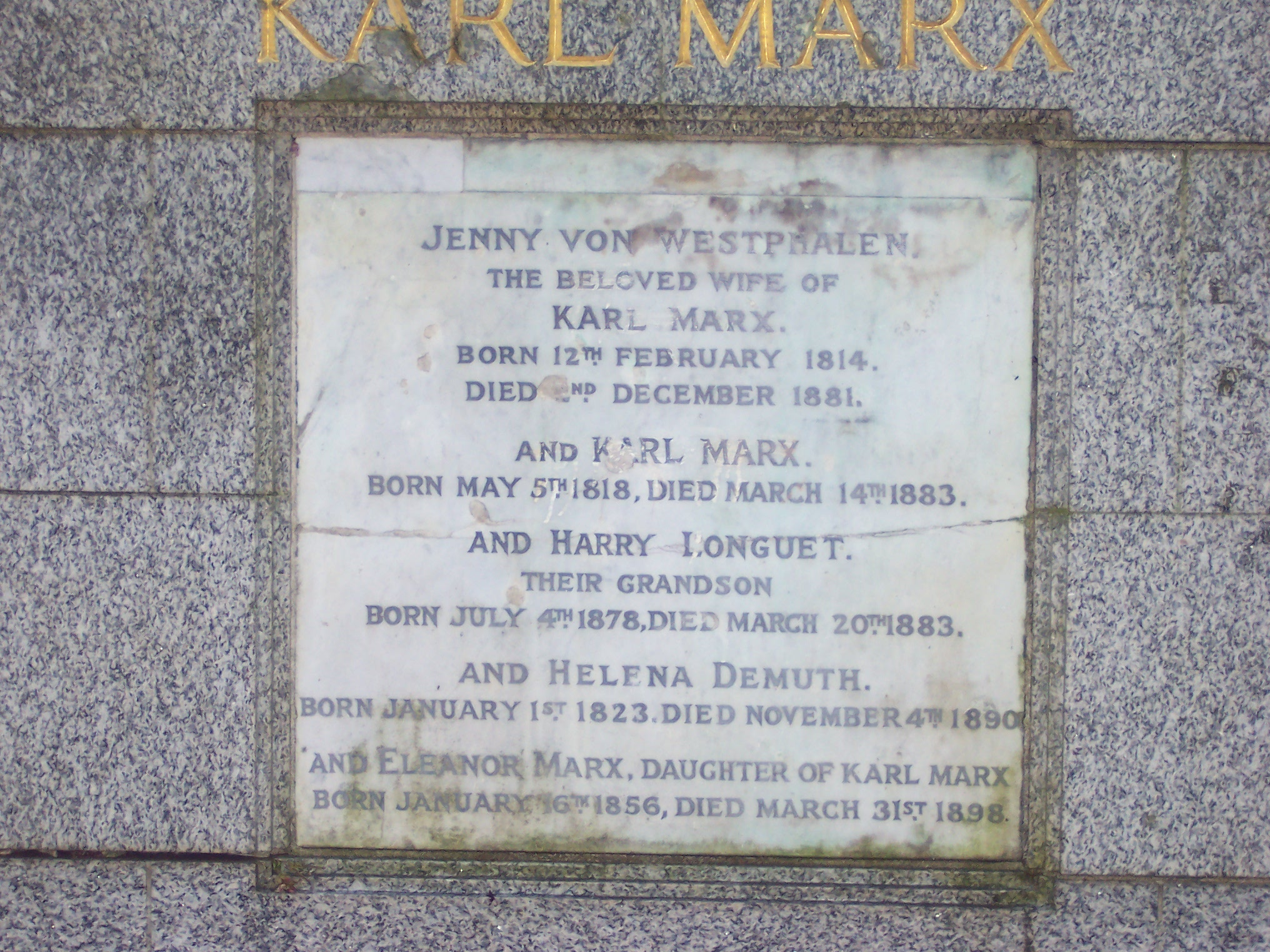
Die ursprüngliche Grabplatte ist in der Mitte der Front des Grabdenkmals eingelassen.

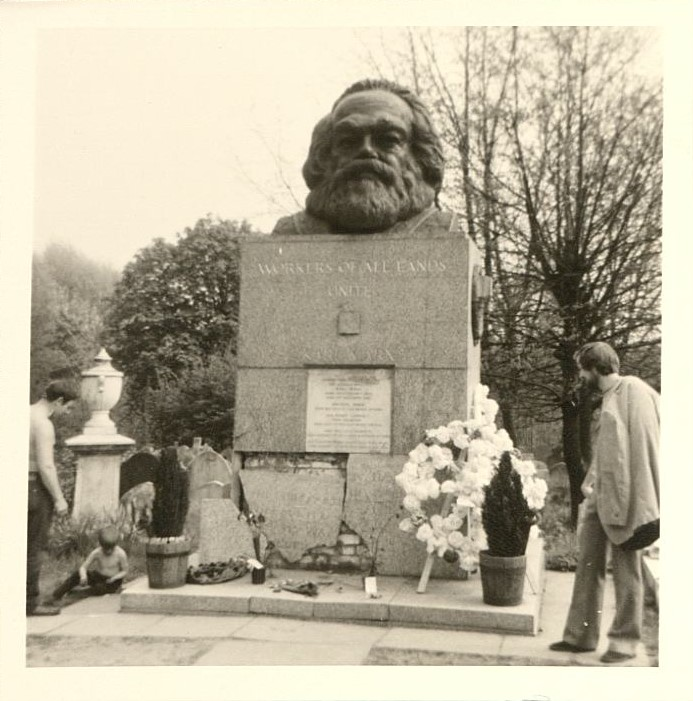
Beschädigter Sockel nach dem Bombenanschlag 1970

Das Karl-Marx-Grab befindet sich an zwei Plätzen auf dem Ostteil des Friedhofs Highgate Cemetery im heutigen Stadtbezirk Camden der britischen Hauptstadt London, es gibt eine ursprüngliche  Grabstelle und das umgebettete Grab mit einem monumentalen Grabmal.
Karl Marx wurde auf diesem Friedhof am 17. März 1883 bestattet. Am Grab waren versammelt Eleanor Marx, Carl Schorlemmer, Ray Lankester, Horatio Bryan Donkin, Wilhelm Liebknecht, Charles Longuet, Paul Lafargue, Friedrich Leßner, Georg Lochner, Edward Aveling, Helena Demuth und Gottfried Lembke. Marx selbst hatte sich eine Begrenzung der „Theilnahme an dem Begräbniß auf die Familie und die intimsten Freunde“ gewünscht, was von seinen Töchtern Laura und Eleanor sowie Friedrich Engels befolgt wurde. Friedrich Engels hielt die Trauerrede in englischer Sprache: „Wie Darwin das Gesetz der Entwicklung der organischen Natur, so entdeckte Marx das Entwicklungsgesetz der menschlichen Geschichte (…) Sein Name wird durch die Jahrhunderte fortleben und so auch sein Werk.“
In dem Grab ruht auch seine Frau Jenny Marx, die als erste am 5. Dezember 1881 beerdigt wurde. Später wurden weitere drei Personen in der Parzelle beigesetzt: 1883 sein Enkel Harry Longuet und 1890 seine Haushälterin Helena Demuth. 1956 wurde die Urne seiner Tochter Eleanor Marx nach der Umbettung am neuen Standort des Grabes auf dem Friedhof beigesetzt.
Am 23. November 1954 wurden die sterblichen Überreste von Karl Marx, Jenny von Westphalen, Harry Longuet und Helena Demuth exhumiert und, rund hundert Yards vom alten Grab entfernt, neu bestattet – am Standort eines noch zu errichtenden Grabdenkmals. Den Auftrag, dieses Grabdenkmal zu schaffen, erhielt der britische Bildhauer Laurence Bradshaw, nachdem die Kommunistische Partei Großbritanniens (CPGB) den „Marx Memorial Fund“ gegründet hatte.
Enthüllt wurde das Grabdenkmal am 14. März 1956 von Harry Pollitt, dem damaligen Generalsekretär der CPGB. Das Monument besteht aus einer überlebensgroßen, bronzenen Porträtbüste von Karl Marx auf einem quaderförmigen Sockel. Die Front des Sockels trägt oben die Inschrift „Workers of All Lands Unite“ („Proletarier aller Länder, vereinigt Euch“) aus dem Kommunistischen Manifest und unten die der 11. These über Feuerbach: „The philosophers have only interpreted the world in various ways. The point however is to change it“ („Die Philosophen haben die Welt nur verschieden interpretirt; es kömmt drauf an, sie zu verändern“). In die Mitte der Sockelfront ist die originale Grabplatte des ursprünglichen Grabes der Familie Marx eingelassen.
In den 1970er Jahren gab es Versuche, das Monument mittels selbstgebauter Bomben zu zerstören.
Im Februar 2019 wurde das Grabmal mit Farbe beschmiert und die Marmorplatte massiv beschädigt.

## Einzelnachweise

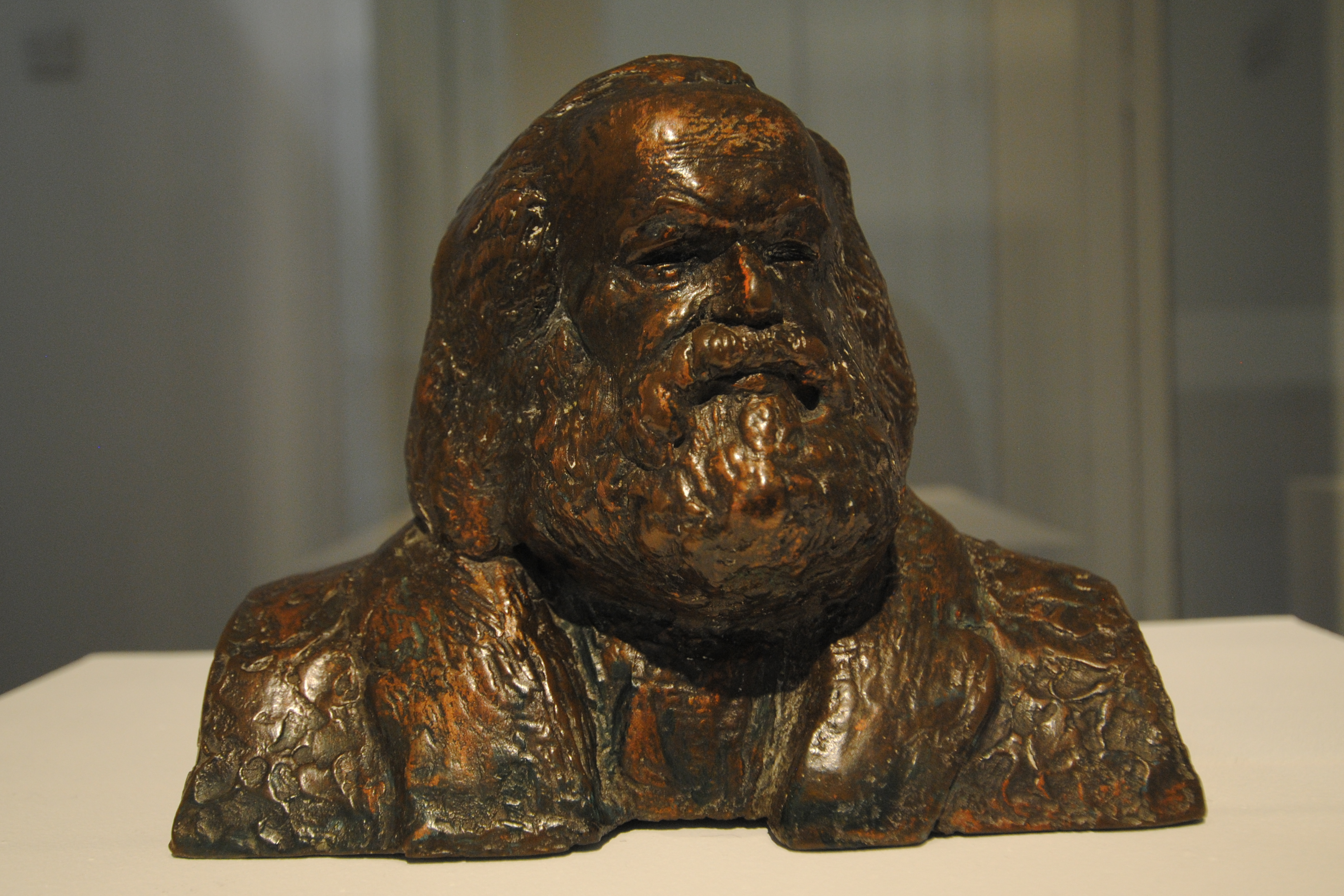
Modell